# Mysterious Object at Noon
Pour plus de détails, voir Fiche technique et Distribution.
Mysterious Object at Noon (ดอกฟ้าในมือมาร, Dokfa nai meuman, littéralement Dokfa dans la main du diable) est un film thaïlandais réalisé par Apichatpong Weerasethakul, sorti en 2000.
Ce film, très singulier, a la particularité scénaristique de se présenter sous la forme d'un cadavre exquis, jeu collectif inventé par les surréalistes et qui consiste à élaborer un récit par plusieurs intervenants sans qu’aucun d’entre eux n’aient connaissance de ce qui a été dit ou écrit précédemment.

## Synopsis

### Contexte
Le film est construit sur le principe du Cadavre exquis. L'équipe du film voyage en Thaïlande et demande aux personnes qu'elle rencontre de poursuivre une histoire.

### Détails
Déambulant quelque peu au hasard des rencontres qu'ils peuvent effectuer dans les villes et la campagne thaïlandaise, l'équipe de tournage du film demande à diverses personnes rencontrées sur leur chemin de prendre la parole devant la caméra : fermière, écoliers, marchande de poissons, dresseur d'éléphant...
Le film commence par un long travelling à l'intérieur des rues d'une ville, puis la caméra s'attarde sur une pancarte ou s'affiche les mots « il était une fois », terme utilisé par les conteurs pour narrer une histoire.
S'appuyant dès lors sur le principe du cadavre exquis, chaque intervenant invente et brode successivement les péripéties d'un conte étrange. Le conte narre ainsi les aventures d'un garçon infirme qui découvre son institutrice évanouie et une mystérieuse boule posée sur un plancher, près d'elle. Puis, la boule se métamorphose et prend soudain les traits d'un petit garçon et ainsi de suite... un passage est chanté et joué par des villageois, un autre est raconté en signes par une sourd-muette...

## Fiche technique
- Titre : Mysterious Object at Noon
- Titre original : ดอกฟ้าในมือมาร, Dokfa nai meuman
- Réalisation : Apichatpong Weerasethakul
- Photographie : Sayombhu Mukdeeprom
- Production : Mingmongkol Sonakul[5]
- Pays d'origine : Thaïlande
- Format : Noir et blanc - Dolby - 35 mm
- Genre : Comédie dramatique
- Durée : 83 minutes
- Date de sortie : 2000 ; en France, il est d'abord édité en 2004 en DVD par mk2 avec en plus le film Blissfully Yours en version non censuré [6] ; puis il sort bien plus tard en salle en Janvier 2016[7].

## Distribution[8]
- Phurida Vichitphan / ภูริดา วิจิตรพันธ์
- Mesini Kaewratri / เมสินี แก้วราตรี
- Somsri Pinyopol
- Duangjai Hiransri (Duangjai Hirunsri) / ดวงใจ หิรัญศรี : Professeur Dokfa (ครูดอกฟ้า)
- To Hanudomlarp
- Kannikar Narong[9]
- Kongkiat Khomsiri[10]

## Production

### Genèse et développement
Mysterious Object at Noon est le premier long métrage réalisé par Apichatpong Weerasethakul.
À l'origine, il y a Mingmongkol Sonakul, une jeune productrice qui rêvait de grandes productions thaïes et qui se retrouve à faire des petits films. Elle cherche désespérément à produire un film et elle visionne cinq minutes d'un projet nommé "Mysterious object at noon", un documentaire réalisé par un jeune inconnu, Khun Apichapong. La voilà poussée à fabriquer un petit film sans moyen et c'est alors près de deux ans de galères à la recherche d'une équipe, de matériel de cinéma... et pendant six mois elle doit aussi gérer les états d'âmes d'Apichatpong Weerasethakul, qui passe d'un film de plus de trois heures à moins d'un quart d'heure... Le film "Mysterious object at noon" est finalement projeté après des rebondissements rocambolesques au festival du film de Rotterdam, remporte un prix au festival de Toronto et est vendu à la chaîne allemande WDR.

## Sortie

### Accueil critique
La nature expérimentale de ce film reste très en dehors des habitudes du cinéma thaïlandais et il reste donc très peu connu dans le pays natal du réalisateur. Cependant, à la suite des diverses projections effectuées lors de festivals de films à l'étranger, Mysterious Object at Noon a reçu des avis positifs de la part de quelques critiques de cinéma, le plus notable étant celui d'Elvis Mitchell, au New-York-Times qui déclare dans ce journal :
« Le film de M. Weerasethakul est comme un morceau de musique de chambre qui évolue lentement vers un mouvement symphonique complet, pour le regarder entrer dans un état de fugue qui a la musique et les rythmes d'une autre culture. À un moment donné, le médium est devenu un sujet parlant (Mr. Weerasethakul's film is like a piece of chamber music slowly, deftly expanding into a full symphonic movement; to watch it is to enter a fugue state that has the music and rhythms of another culture. It's really a movie that requires listening, reminding us that the medium did become talking pictures at one point). »
Aliosha Herrera, docteur en études cinématographiques et  audiovisuelles, observe que Mysterious Object at Noon se base sur une solide connaissance du cinéma thaïlandais des années 1950 à 1980, âge d'or d'un cinéma oral :
" Apichatpong Weerasethakul, qui a écouté pendant son enfance le plus célèbre doubleur d'Isan, Somsak Songwonsuk (surnommé "Konchanat"), rend hommage à ce cinéma de fiction avec la communauté de conteurs réunie dans Mysterious Object at Noon (2001), et parodie tendrement ses excès mélodramatiques dans The Adventure of Iron Pussy (2003)."